# 斯切爾采-德雷茲登科縣
52°52′32″N 15°31′55″E / 52.87556°N 15.53194°E

斯切爾采-德雷茲登科縣（波蘭語：Powiat strzelecko-drezdenecki），是波蘭的縣份，位於該國西部，由盧布斯卡省負責管轄，首府設於斯切爾采-克拉延斯凱，面積1,248平方公里，2006年人口50,151，人口密度每平方公里40人。